# Димитър Бечев
Димитър Христов Бечев е български политолог.

## Биография
Роден е през 1975 г. в гр. София. Завършва Националната гимназия за древни езици и култури. Член е на ръководството на младежката организация на неправителствената организация ВМРО-СМД от 1995 до 2001 г. Има докторска степен по международни отношения от Оксфордския университет във Великобритания и магистратури по международни отношения и по право от Софийския университет. Специализирал е в Института по икономика в Лондон и в Харвардския университет в САЩ. Работил е като директор на Софийското бюро на Европейския съвет за външна политика, гост-лектор в Токийския университет „Хитоцубаши“ и гост-преподавател в университета „Оксфорд“. Бечев е старши сътрудник към Атлантическия съвет (САЩ) и преподавател в Университета на Северна Каролина.